# Myrtle Solomon
Myrtle Solomon (* 9. Juni 1921 in Kensington, London; † 22. April 1987 in London) war eine englisch-britische Pazifistin. Zwischen 1965 und 1972 war sie Generalsekretärin der Peace Pledge Union (PPU), einer britischen Pazifistenorganisation, und zwischen 1975 und 1986 Vorsitzende der War Resisters’ International (WRI).

## Leben
Solomon wurde als drittes von fünf Kindern liberaler und wohlhabender jüdischer Eltern geboren. Ihr Vater war Anwalt, ihre Mutter stammte aus einer Familie, die das Geschäft Lewis’s in Manchester betrieb. Vor dem Zweiten Weltkrieg spielten ihre Eltern eine wichtige Rolle bei der Unterstützung jüdischer Flüchtlinge bei ihrer Flucht aus Deutschland und Österreich.
Solomon besuchte die St Paul’s Girls’ School, verließ sie aber im Alter von 16 Jahren. Während des Zweiten Weltkriegs arbeitete sie ein Jahr lang für den Women’s Voluntary Service als Fahrerin einer mobilen Kantine. Da sie zu em Zeitpunkt noch keine erklärte Pazifistin war, arbeitete sie anschließend in einer Rüstungsfabrik. Diese Erfahrung machte sie zu einer Feministin: Frauen, die qualifizierte Arbeit verrichteten, wurden schlechter bezahlt als Männer, die die Böden fegten. Ein weiteres Problem, das sie damals beschäftigte, war das britische Staatsangehörigkeitsgesetz, nach dem ein britischer Mann seine Staatsangehörigkeit an seine Frau weitergeben konnte, eine britische Frau ihren Mann aber nicht zum Briten machen konnte.
Nach dem Krieg schloss sich Solomon einer Gruppe namens Women for Westminster an, die sich für feministische Themen einsetzte. Hier lernte sie Sybil Morrison kennen, eine wie sie selbst lesbische Frau, die eine aktive Pazifistin und Mitglied der Peace Pledge Union (PPU) war: „Ich bewunderte sie sehr und lernte viel von ihr, und es schien mir damals ganz natürlich, Pazifistin zu werden.“ Sie wurden enge Freundinnen, ein Paar und lebten zum Zeitpunkt von Morrisons Tod im Jahr 1984 zusammen.
Solomon begann ihre Arbeit für die PPU 1957 als Organisatorin für den Großraum London. Als Generalsekretärin von 1965 bis 1972 wird ihr die Wiederbelebung der PPU zugeschrieben, nachdem diese in den späten 1950er und frühen 1960er Jahren Mitglieder an die Campaign for Nuclear Disarmament verloren hatte. Sie vertrat die PPU sechs Jahre lang in der War Resisters’ International (WRI) und wurde 1975 zur Vorsitzenden der WRI gewählt, eine Wahl, die sie bescheiden auf die Tatsache zurückführte, dass sie eine Frau war. Doch wie die PPU stand auch die WRI kurz vor dem Zusammenbruch, und Solomon spielte eine wichtige Rolle bei ihrer Rettung, indem sie eine Zeit lang in dem Gebäude in Brüssel wohnte, in dem sich die Büros der WRI befanden.
Ein Höhepunkt von Solomons Amtszeit bei der WRI war eine Rede, die sie 1982 auf der Abrüstungskonferenz der Vereinten Nationen hielt und in der sie unter anderem folgende Feststellung machte:

„Talk of disarmament has become a mythical ritual - a strange macabre dance of millions of words - but the weapons are never put down. To justify a totally illusory need, a whole new language has been invented by a sick society dominated by its weaponry.“

„Das Gerede über Abrüstung ist zu einem mythischen Ritual geworden - ein seltsamer makabrer Tanz von Millionen von Worten - aber die Waffen werden nie niedergelegt. Um ein völlig illusorisches Bedürfnis zu rechtfertigen, hat eine kranke Gesellschaft, die von ihren Waffen beherrscht wird, eine ganz neue Sprache erfunden.“

Solomon war auch eine Treuhänderin des Lansbury House Trust Fund (LHTF). Sie vermachte dem LHTF Geld für die Einrichtung einer Unterstiftung, den Myrtle Solomon Memorial Fund, um eine internationale Übersicht über die Wehrpflicht und die Bestimmungen zur Kriegsdienstverweigerung zu erstellen, zu veröffentlichen und zu pflegen.
Solomon starb an einer Krebserkrankung 1987 in London.